# Lloyd Nacional
Lloyd Nacional (Sociedade Anônima Lloyd Nacional) foi uma companhia de navegação brasileira, fundada em janeiro de 1917, pelo empresário ítalo-brasileiro Giuseppe Martinelli.
Na década de 20 o controle acionário da empresa foi adquirido pela Companhia Nacional de Navegação Costeira, do empresário naval Henrique Lage. Foi no fim daquela década que a empresa adquiriu os famosos navios da Classe Araranguá – popularmente conhecidos no Brasil por “Aras” – da qual faziam parte o Araranguá, o  Araraquara (afundado em 1942), o Araçatuba e o Aratimbó.
Ao contrário do que se presume, o Lloyd Nacional, até setembro de 1942, era uma empresa distinta do Lloyd Brasileiro. Naquela data, porém, após a morte de Henrique Lage, cuja inventariante de seu espólio – sua mulher e herdeira Gabriella Besanzoni Lage – era de nacionalidade italiana, país em guerra com o Brasil à época, a empresa, a sua controladora Companhia Nacional de Navegação Costeira, assim como muitas outras coligadas e controladas, foram incorporadas à estatal marítima brasileira. A partir de então, a história do LLoyd Nacional confunde-se com a do Lloyd Brasileiro.
O Lloyd Brasileiro, por sua vez, foi extinto em outubro de 1997.